# Weathertech Raceway Laguna Seca

Bankarta.

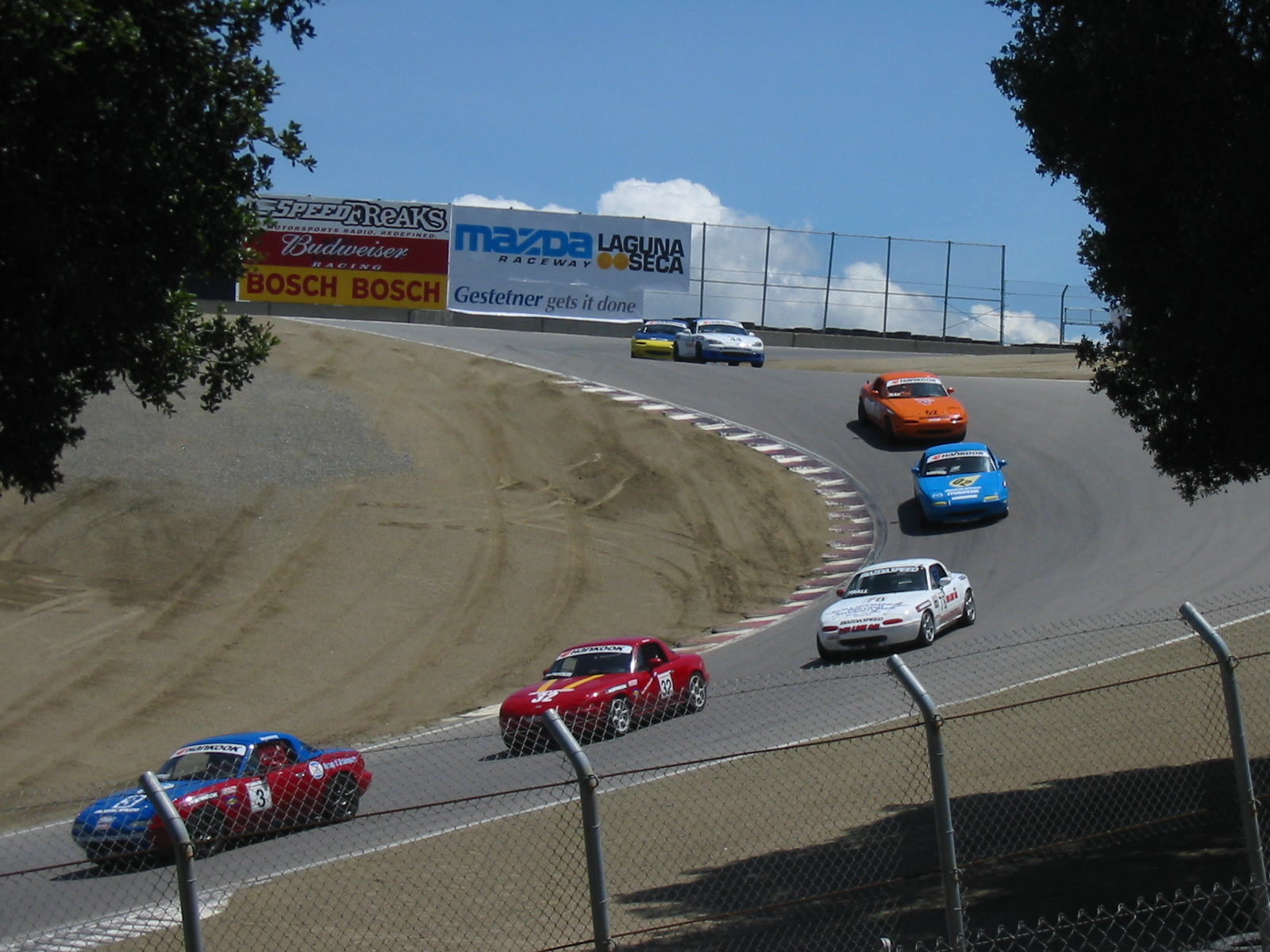
Laguna Secas Corkscrew.

WeatherTech Raceway Laguna Seca, (tidigare Mazda Raceway Laguna Seca och Laguna Seca Raceway) är en racerbana i Kalifornien, USA. Banan är känd för The Corkscrew, en av de svåraste kurvorna man kan hitta på en racerbana. Banan byggdes 1957 och har en längd på 3 602 meter.
MotoGP kör USA:s Grand Prix varje år i juli, och även American Le Mans Series och Rolex Sports Car Series besöker banan. Tidigare var den en del av kalendern i CART och från 2019 kommer den att vara en del av tävlingskalendern i Indycar Series.